# Triệu Quang Duệ
Triệu Quang Duệ (giản thể: 赵光裔; phồn thể: 趙光裔; bính âm: Zhào Guāngyì; Việt bính: Ziu6 Gwong1 Jeoi6) (?- 940), tên tự Hoán Nghiệp (煥業), là một quan viên của nước Nam Hán thời Ngũ Đại Thập Quốc, giữ chức tể tướng trong hơn 20 năm.

## Thân thế
Tổ tiên ông sinh sống nhiều đời tại Phụng Thiên, song sau đó dời đến Lạc Dương. Tằng tổ Triệu Thực (趙植) được chép là từng giữ chức Lĩnh Nam Đông đạo tiết độ quan sát sứ. Tổ phụ của Triệu Quang Duệ là Triệu Tồn Ước (趙存約) là một tòng sự cho Sơn Nam Tây đạo tiết độ sứ Lý Giáng, và bị sát hại cùng nhiều quan viên khác trong một cuộc binh biến vào năm 830. Phụ thân của Triệu Quang Duệ là Triệu Ẩn (趙隱), làm đến chức tể tướng thời Đường Tuyên Tông.

## Phụng sự Đường
Khi còn nhỏ tuổi, Triệu Quang Duệ nỗ lực học hành, đỗ tiến sĩ năm Quang Khải thứ 3 (887); huynh trưởng Tiệu Quang Phùng đỗ tiến sĩ từ trước đó, đệ Triệu Quang Dận sau đó cũng đỗ tiến sĩ. Giữa niên hiệu Càn Ninh (894-898) thời Đường Chiêu Tông, Triệu Quang Duệ được bổ nhiệm làm Ty huân lang trung, Hoằng Văn quán học sĩ. Sau đó, được cải nhiệm Thiện bộ lang trung, tri chế cáo, được thưởng kim tử (金紫). Đồng thời, Triệu Quang Phùng nhậm chức Trung thư xá nhân, Triệu Quang Dận cũng làm đến Giá bộ lang trung, huynh đệ họ Triệu đứng vào hàng hiển quý, và trứ danh với học thức thanh cao. Sau khi Hậu Lương thay thế Đường vào năm 907, Triệu Quang Duệ vẫn được giữ những chức cũ.

## Thời Hậu Lương
Trong số các quân phiệt là chư hầu trên danh nghĩa của Hậu Lương Thái Tổ, có Tiết độ sứ Lưu Ẩn tại Thanh Hải— nguyên là Lĩnh Nam Đông đạo. Năm 908, Hậu Lương Thái Tổ bổ nhiệm Lưu Ẩn làm Thanh Hải, Tĩnh Hải tiết độ sứ, cho Triệu Quang Duệ cùng Hữu bổ khuyết Lý Ân Hành (李殷衡) làm quan cáo sứ. Tuy nhiên, họ bị Lưu Ẩn giữ lại Thanh Hải. Lưu Ẩn để Triệu Quang Duệ trong mạc phủ, rồi bổ nhiệm làm tiết độ phó sứ.

## Phụng sự Nam Hán
Năm 917, người kế nhiệm Lưu Ẩn là Lưu Nham xưng đế kiến quốc Đại Việt (sau đó cải thành Đại Hán, sử gọi là Nam Hán), tức Cao Tổ hoàng đế. Nam Hán Cao Tổ bổ nhiệm Triệu Quang Duệ, Lý Ân Hành, và Dương Đõng Tiềm là Đồng bình chương sự; Triệu Quang Duệ còn được bổ nhiệm làm Binh bộ thượng thư. Sau đó cải nhiệm Môn hạ thị lang.
Triệu Quang Duệ cho rằng bản thân xuất thân từ danh môn, gia tộc uy vọng hiển hách, mặc dù tại Nam Hán được làm đến chức tể tướng, song chỉ cát cứ tại một góc Lĩnh Nam, do vậy muốn trở về triều đình Trung Nguyên. Nam Hán Cao Tổ biết chuyện, vì muốn an phủ Triêu Quang Duệ nên giả bút tích của ông để viết thư, phái người lén đến Lạc Dương triệu hai người con của ông là Triệu Tổn và Triệu Ích (趙益) đến Quảng châu, hai người này đem gia quyến đến Nam Hán. Khi gia đình được đoàn tụ, Triệu Quang Duệ vừa bất ngờ vừa vui mừng, từ đó về sau tận tâm tận lực phục vụ cho Nam Hán.
Nam Hán từng có quan hệ thân thiết với nước Sở, quốc vương khai quốc của Sở là Mã Ân cùng những người kế vị vẫn là chư hầu trên danh nghĩa của triều đình Trung Nguyên, Lưu Nham từng lấy con của Mã Ân trước khi xưng đế. Sau khi xưng đến, ông lập Mã thị làm hoàng hậu. Tuy nhiên, sau khi Mã hậu mất năm 934, quan hệ giữa hai bên xấu đi, sự phồn vinh của Sở trở thành một mối uy hiếp đối với Nam Hán. Năm 939, Triệu Quang Duệ tâu với Nam Hán Cao Tổ rằng kể từ khi Mã hậu mất, giữa hai bên vẫn chưa thông sứ, và không thể để mất đi quan hệ thân thiết kéo dài từ lâu này. Ông tiến cử Gián nghị đại phu Lý Thư (李紓) làm sứ giả, Cao Tổ chấp thuận. Sau khi Lý Thư đi sứ sang Sở, Sở cũng phái sứ giả đáp tạ, Từ đó, hai bên duy trì quan hệ hữu hảo trong thời gian trị vì còn lại của Nam Hán Cao Tổ.
Trong hơn 20 năm Triệu Quang Duệ làm tể tướng tại Nam Hán, phủ khố đủ đầy, biên cảnh an toàn. Ông mất tháng 12 năm Đại Hữu thứ 13 (khoảng tháng 1/2 năm 940). Sau khi ông mất, Nam Hán Cao Tổ cho Triệu Tổn kế nhiệm các chức vụ của ông.